# Чиковани, Вахтанг Владимирович
Вахта́нг Влади́мирович Чикова́ни (груз. ვახტანგ ვლადიმერის ძე ჩიქოვანი; 2 августа 1919, Тифлис, Грузинская демократическая республика — 1 марта 1944, Водяники, Звенигородский район, Черкасская область, Украинская ССР, СССР) — советский военный, Герой Советского Союза, начальник химической службы 861-го стрелкового полка (294-я стрелковая дивизия, 52-я армия, 2-й Украинский фронт), старший лейтенант.

## Биография
Вахтанг Владимирович Чиковани родился 2 августа 1919 года в Тифлисе, Грузинская демократическая республика, в семье служащего. По национальности грузин.
Окончил 3 курса Тбилисского государственного университета.
В Красной Армии с 1941 года. Окончил Военную академию химической защиты в 1942 году. В действующей армии — с июля 1942 года.
Начальник химической службы 861-го стрелкового полка, кандидат в члены ВКП(б), старший лейтенант Вахтанг Чиковани отличился в боях в декабре 1943 — феврале 1944 года. В декабрьских боях 1943 года за освобождение города Черкассы (Украинская ССР) Чиковани по собственной инициативе возглавил подразделение пехотинцев и штурмом овладел зданием Дворца пионеров — мощным опорным пунктом противника.
В феврале 1944 года, заменив выбывшего из строя командира роты лейтенанта Уколова, с группой из десяти бойцов незаметно переправился по подтаявшему льду через реку Рось в районе посёлка Стеблёва (Корсунь-Шевченковского района Черкасской области). Группа вышла в тыл к гитлеровцам и внезапно атаковала противника. Завязался рукопашный бой. Пользуясь этим, рассредоточившись, рота по льду переправилась на противоположный берег и вынудила противника отступить. В этом бою гитлеровцы потеряли около роты солдат, 60 человек сдалось в плен. Преследуя врага, рота освободила два населённых пункта.
В бою за село Водяники (Звенигородский район Черкасской области) 1 марта 1944 года Вахтанг Владимирович Чиковани погиб от осколка вражеской мины. Похоронен в селе Водяники Звенигородского района Черкасской области. На могиле установлен обелиск.

## Награды
- Указом Президиума Верховного Совета СССР от 13 сентября 1944 года за мужество, отвагу и героизм, проявленные в борьбе с немецко-фашистскими захватчиками, старшему лейтенанту Чиковани Вахтангу Владимировичу посмертно присвоено звание Героя Советского Союза.
- Награждён орденами Ленина, Красного Знамени, Отечественной войны 2-й степени, Красной Звезды, медалями.

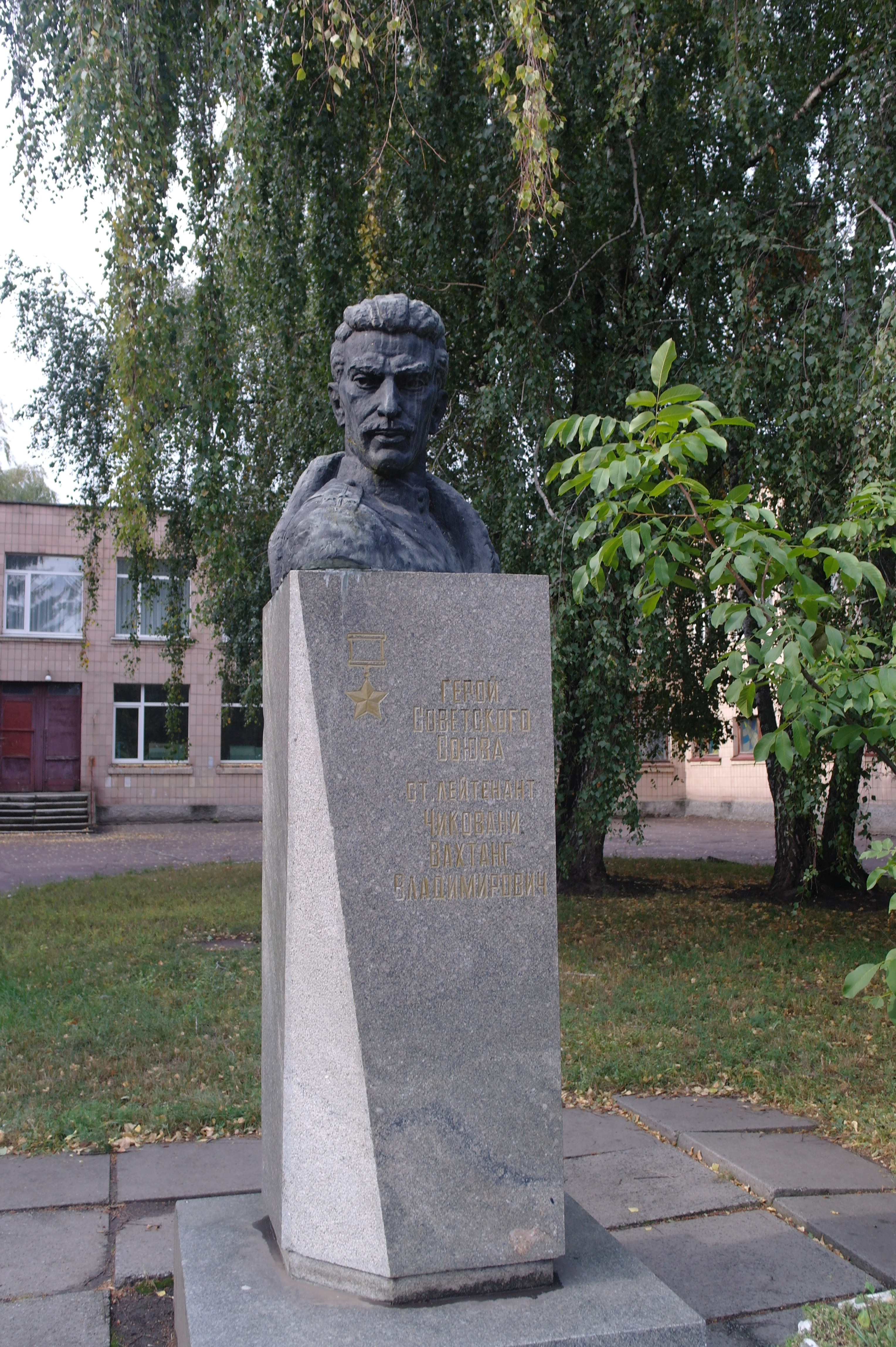
Бюст Чиковани В. В. в Черкассах, Украина, 2017 год

## Память
- На месте гибель в селе Водяники установлен монумент с памятной доской на русском и грузинском языке.
- На месте боёв в селе Яблоновка установлен памятный знак в честь воинов роты и стела с портретом Героя.
- На здании Дворца пионеров в Черкассах установлена мемориальная доска.
- В городе Черкассы и посёлке Стеблёв его именем названы улицы.
- На территории черкасской школы № 12, пионерская дружина которой носила имя Героя, в 1980 году установлен бюст В. В. Чиковани (авторы — скульптор С. И. Грабовский, архитектор В. А. Пронин)[2].